# Framed (1975)
Framed is een Amerikaanse misdaadfilm uit 1975 onder regie van Phil Karlson.

## Verhaal
Op weg van Texas naar huis wordt de nachtclubeigenaar Ron Lewis overvallen. Hij doodt uit zelfverdediging een corrupte politieagent en wordt vervolgens tot vier jaar cel veroordeeld. Wanneer hij weer vrijkomt, bekokstooft hij een plannetje om zich te wreken op de burgemeester en de politiecommissaris.

## Rolverdeling
| Acteur               | Personage      |
| -------------------- | -------------- |
| Joe Don Baker        | Ron Lewis      |
| Conny Van Dyke       | Susan Barrett  |
| Gabriel Dell         | Vince Greeson  |
| John Marley          | Sal Viccarrone |
| Brock Peters         | Sam Perry      |
| John Larch           | Bundy          |
| Warren J. Kemmerling | Morello        |
| Paul Mantee          | Frank          |
| Walter Brooke        | Senator Taturn |
| Joshua Bryant        | Andrew Ney     |
| Hunter von Leer      | Dewey          |
| Les Lannom           | Gary           |
| H.B. Haggerty        | Bickford       |
| Hoke Howell          | Decker         |
| Lawrence Montaigne   | Allison        |